# نهج سيدي ابن عروس
نهج سيدي بن عروس هو أحد أنهج مدينة تونس العتيقة، نسبة إلى الولي الصالح سيدي أحمد بن عروس المتوفي بتونس عام 1460 والمدفون بالزاوية المحاذية لجامع حمودة باشا. ينتهي هذا النهج جنوبا بمئذنة جامع الزيتونة وشمالا بساحة رمضان باي. وهو يشق نهج القصبة. وهذا النهج ذو صبغة دينية وعسكرية وسكنية، حيث أنه يربط بين ثلاثة جوامع من بينها جامع الزيتونة وجامع حمودة باشا وزاويتين هما زاوية سيدي بن عروس وزاوية سيدي الكلاعي. وتوجد به مشيخة مدينة تونس ومحكمة الدريبة بالإضافة إلى دور عدد من أعيان تونس من بينها دار الشاهد ودار العباسي ودار حمودة باشا ودار المرابط ودار الزاوش ودار بن ميلاد ودار بن خليفة. كما كانت تركز بهذا النهج خلال الفترة الاستعمارية مكاتب الوكلاء أو المحامين التونسيين.

## معرض صور

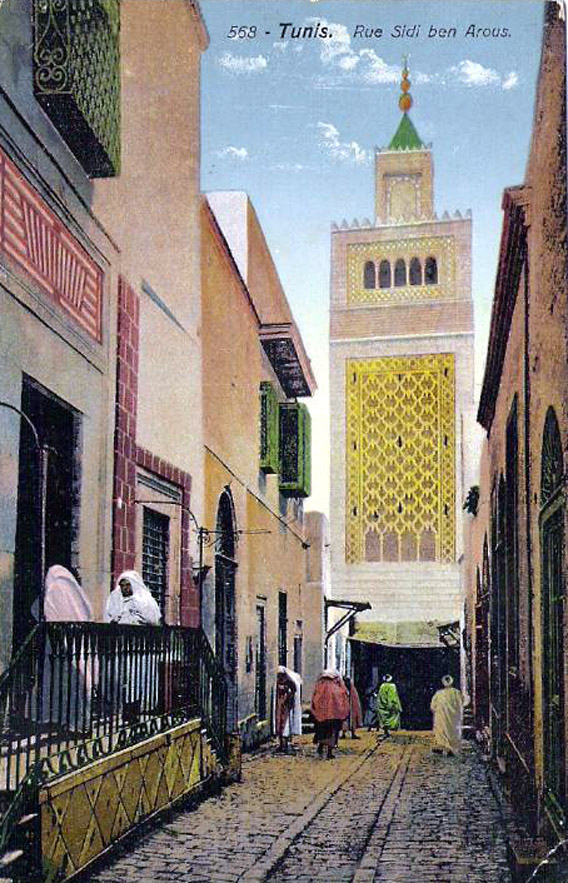
مدخل زاوية سيدي بن عروس بنهج سيدي بن عروس
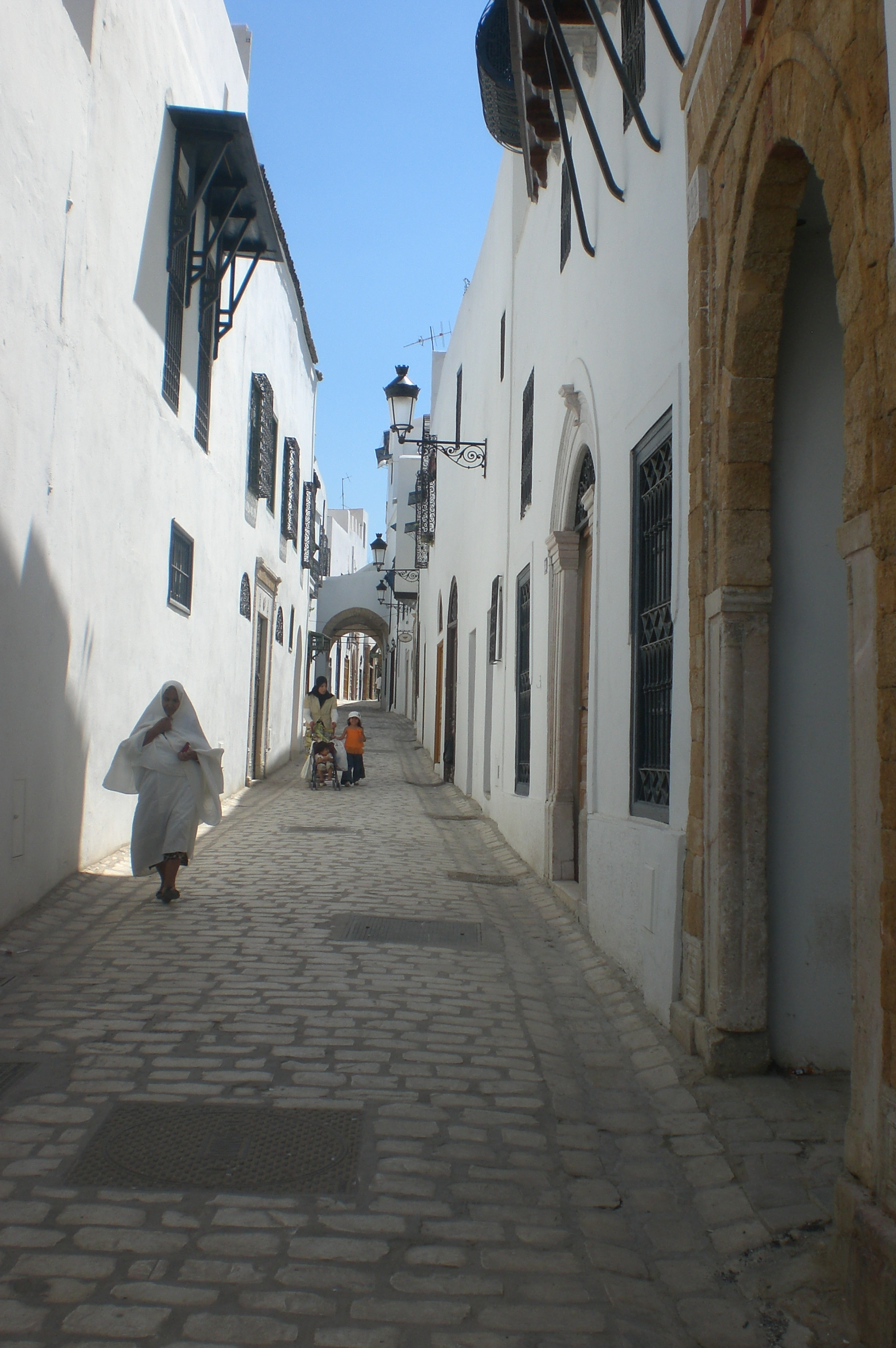
القسم الشمالي من النهج
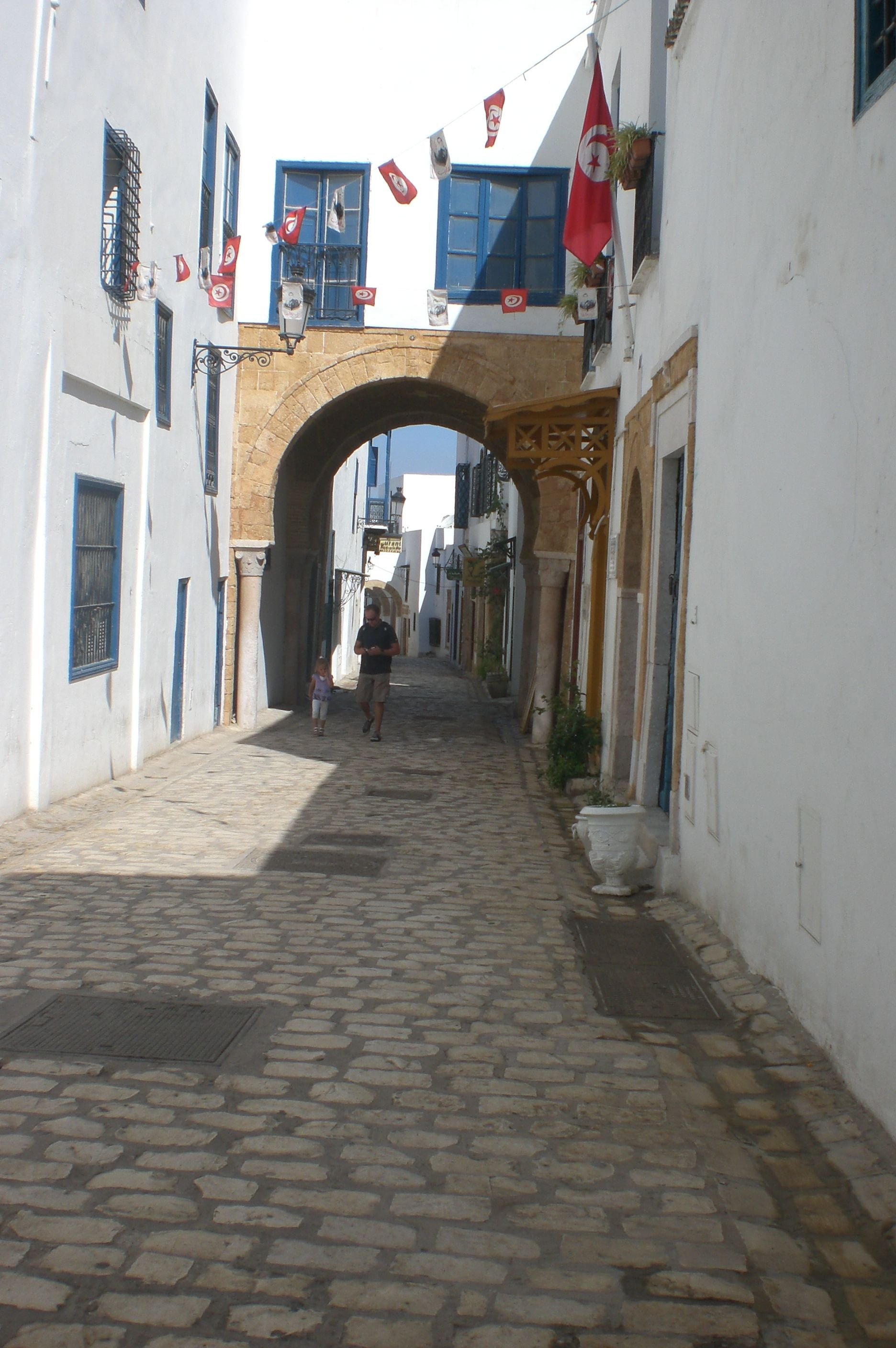
قسم آخر من النهج
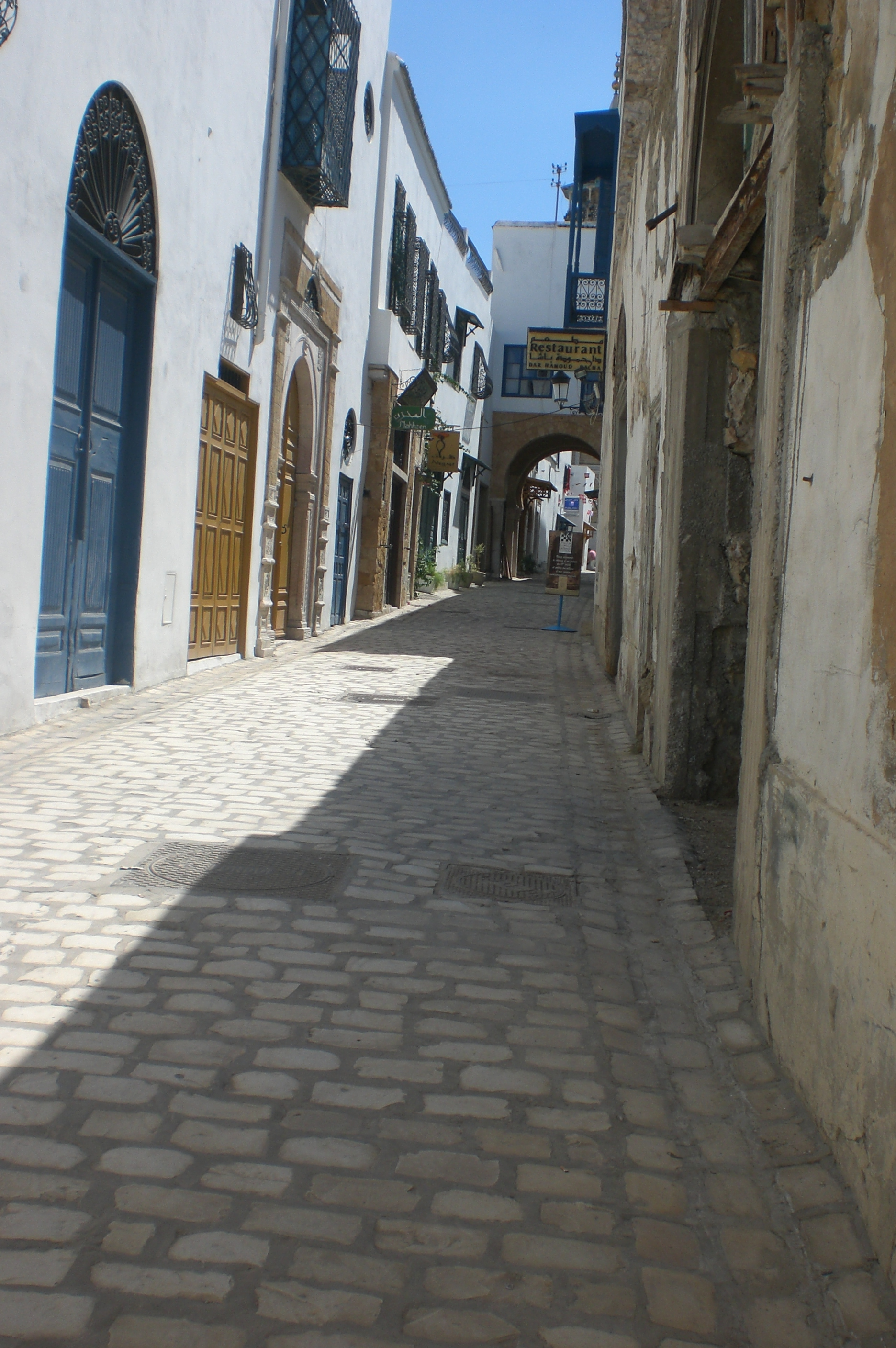
نهج سيدي بن عروس من زاوية أخرى
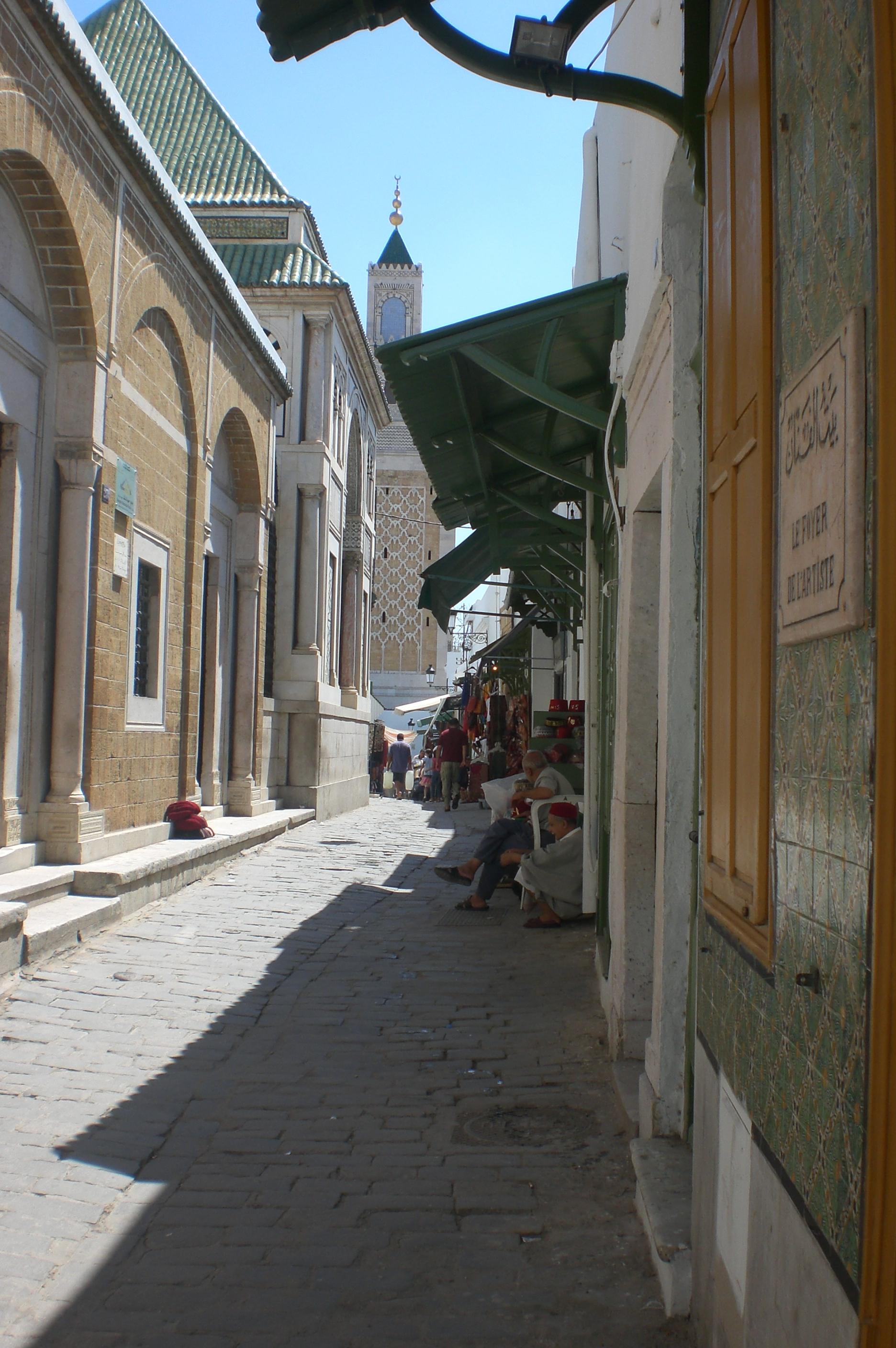
نهج سيدي بن عروس في اتجاه جامع الزيتونة